# Peer Gynt (Grieg)
Peer Gynt op. 23 je scenska glazba koju je 1875. godine skladao Edvard Grieg za Ibsenovu dramu Peer Gynt. Premijerno je izvedena u drami 1876. godine u Oslu. Grig je kasnije od stavaka iz scenske glazbe sastavio dvije suite koje se danas redovito izvode na koncertima.

## Kontekst
Edvard Hagerup Grieg je bio norveški skladatelj, pijanist i dirigent iz razdoblja romantizma. Većina Griegovog opusa, zasnovanog na norveškom folkloru, su pjesme, romanse, klavirska djela i komorna glazba. Za djela većeg obujma nije pokazivao interes, iako Koncert za klavir i orkestar u a-molu op. 16 i scenska glazba "Peer Gynt" (dvije suite iz nje) spadaju među najpopularnije njegove skladbe.
Per Gynt je lik iz nordijskih bajki. Djelomično zasnovanu na tom liku, Henrik Ibsen je 1867. godine na danskom jeziku napisao dramu u stihovima "Peer Gynt" u pet činova. Glavni junak drame je Peer Gynt. Peer i njegova majka Åse žive siromašno, nakon što je njegov otac Jon propio bogatstvo i napustio ih. Peer je besposličar i sanjar, s lošom reputacijom. Ingrid je kći najbogatijeg farmera; na njenoj svadbi Peer upozna i zaljubi se u Solveig, koja zbog njegove reputacije odbija ples s njim. Napija se, otima Ingrid s vjenčanja i provodi noć s njom, a zatim se krije pred potjerom u kolibi u šumi. Dolazi u carstvo trolova, od kojih se jedva spasi. Dolazi mu Solveig, ali on je napušta. Mnogo godina provodi na putovanju svijetomi i u Americi stječe bogatstvo. Dolazi u Saharu, gdje proba zavesti Anitru, kćer beduinskog poglavice, ali mu ona krade bogatstvo. U Kairu posjećuje ludnicu i postaje svjestan svog protraćenog života. Na povratku u Norvešku doživljava brodolom. Očajan, vraća se doma, gdje čuje Solveiginu pjesmu iz kolibe u šumi...

## Nastanak
Na Ibsenovu molbu, Grieg je za dramu "Peer Gynt" 1875. godine napisao Scensku glazbu Peer Gynt op. 23, koja je u drami premijerno izvedena 24. veljače 1876. u Oslu (tadašnja Kristijanija). Iz scenske glazbe Grieg je kasnije izdvojio po četiri stavka u dvije suite: Suitu br.1 op. 46 (završena u siječnju i premijerno izvedena 1. studenoga 1888. u Leipzigu) i Suitu br. 2 op. 55 (završena u rujnu i premijerno izvedena 4. studenogaa 1891. u Oslu). Stavci u suitama ne prate redoslijed iz drame.

## Scenska glazba "Peer Gynt" op. 23
Orkestracija: 3 flaute (pikolo kao zamjena), 2 oboe, 2 klarineta, 2 fagota, 4 horne, 2 trube, 3 trombona, tuba, timpani, udaraljke, klavir, harfa, solisti, zbor, gudači
Scenska glazba izvorno ima 26 stavaka, a Grieg je naknadno 1885. i 1902. preradio orkestraciju djela i dodao još dva stavka.
| 1. čin | 1. čin                                                                                                |
| ------ | --- |
| 1.     | Preludij: u vrtu za vjenčanja (I brudlaupsgarden)                                                     |
| 2.     | Vjenčana povorka u prolasku (Brudefylgjet dreg forbi)                                                 |
| 3.     | Halling i springar (Halling og Springdans)                                                            |
| 2. čin | |
| 4.     | Preludij: otmica nevjeste / Ingridina žalopojka (Bruderovet / Ingrids klage)                          |
| 5.     | Peer Gynt i pastirice (Peer Gynt og seterjentene)                                                     |
| 6.     | Peer Gynt i žena u zelenom (Peer Gynt og den grønkledde)                                              |
| 7.     | Po jahanju se poznaju veliki ljudi (På ridestellet skal storfolk kjennast)                            |
| 8.     | U pećini gorskog kralja (I Dovregubbens hall)                                                         |
| 9.     | Ples kćeri gorskog kralja (Dans av Dovregubbens dotter)                                               |
| 10.    | Peera Gynta love trolovi (Peer Gynt jagast av troll)                                                  |
| 11.    | Peer Gynt i Bejgen (Peer Gynt og Bøygen)                                                              |
| 3. čin | |
| 12.    | Preludij: duboko u šumi (Dypt inne i barskogen)                                                       |
| 13.    | Solveigina pjesma (Solveigs sang)                                                                     |
| 14.    | Åsina smrt (Åses død)                                                                                 |
| 4. čin | |
| 15.    | Preludij: jutro (Morgonstemning)                                                                      |
| 16.    | Lopov i iscjelitelj (Tjuven og heilaren)                                                              |
| 17.    | Arapski ples (Arabisk dans)                                                                           |
| 18.    | Anitrin ples (Anitras dans)                                                                           |
| 19.    | Serenada Peera Gynta (Peer Gynts serenade)                                                            |
| 20.    | Peer i Anitra (Peer og Anitra)                                                                        |
| 21.    | Solveigina pesma (Solveigs sang)                                                                      |
| 22.    | Peer Gynt pred Memnonovom statuom (Peer Gynt ved Memnonstøtten)                                       |
| 5. čin | |
| 23.    | Preludij: povratak Peera Gynta. Olujna noć na moru. (Peer Gynts heimfart. Stormfull aften ved kysten) |
| 24.    | Brodolom (Skipsforliset)                                                                              |
| 25.    | Solveig pjeva u kolibi (Solveig syngjer i hytta)                                                      |
| 26.    | Noćna scena (Nattscene)                                                                               |
| 27.    | Duhovni psalam (Pinsesalme)                                                                           |
| 28.    | Solveigina uspavanka (Solveigs vuggevise)                                                             |

Trajanje suite u samostalnom izvođenju je oko 90 minuta.

## Suite
Iz scenske glazbe Grieg je sastavio dvije instrumentalne suite. Za razliku od scenske glazbe koja se rijetko samostalno izvodi, suite su redovito u repertoaru koncerata.

### Suita br. 1
Suitu "Peer Gynt" br. 1, op. 46 Grieg je završio u siječnju i iste godine premijerno je izveo u Leipzigu 1. studenoga 1888. godine. Stavci suite su:
- Jutro (Morgenstemning), Allegretto pastorale [15.]
- Åsina smrt (Åses død), Andante doloroso [14.]
- Anitrin ples (Anitras dans), Tempo di Mazurka [18.]
- U pećini gorskog kralja (I Dovregubbens hall), Alla marcia e molto marcato [8.]

### Suita br. 2
Suitu "Peer Gynt" br. 2, op. 55 je završio u rujnu i iste godine premijerno je izveo u Oslu 4. studenoga 1891. godine. Stavci suite su:
- Otmica nevjeste. Ingridina žalopojka (Bruderovet. Ingrids klage), Allegro furioso - Andante doloroso [4.]
- Arapski ples (Arabisk dans), Allegro vivace [17.]
- Povratak Peera Gynta (Burna noć na moru) (Peer Gynts hjemfart (Stormfull aften på havet)), Allegro agitato [23.]
- Solveigina pjesma (Solveigs sang), Andante - Allegretto tranquillamente [21.]

## Utjecaj
Nebrojena su djela koja koriste stavke ili teme iz scenske glazbe, a najčešće su korišteni "U pećini dvorskog kralja" i "Jutro".
U Bergenu je povodom obilježavanja 175. Griegovog rođendana organiziran koncert na kome su izvedena sva Griegova djela, opp. 1–74. Koncert je počeo u 17:30 15. lipnja 2018. godine i završio oko 22 sata sljedećeg dana. Sudjelovali su značajni norveški glazbenici. Koncert je održan na više mjesta u gradu, a čitav koncert prenošen je uživo, kako bi ga posjetioci mogli pratiti. Pritom su posjetioci mogli ponijeti vreće za spavanje i svoju hranu.

## Napomene
1. ↑  Razlika je u pisanju imena: Per Gynt je lik iz bajki, Peer Gynt je Ibsenov/Griegov lik.
2. ↑   Halling je norveški narodni ples koji tradicionalno plešu mladići na zabavama i vjenčanjima. To je brzi ples u kome se mladići nadmeću svojim akrobatskim vještinama. Glazba za ples je u 2/4 ili 6/8 taktu, u tempu oko 100 doba u minuti. Osim u Scensku glazbu "Peer Gynt", Grieg je tri hallinga uključio i u svoje Lirske komade (Lyriske stykker): Knjiga II, op.38. br. 4, Knjiga IV, op. 47 br. 4 i Knjiga X, op. 71 br. 5.
3. ↑  Springar je norveški ples, podvrsta skandinavskog plesa polska (norveški i finski: polska, danski: polsk). Pleše se u parovima u zatvorenom položaju u 3/4 taktu. U 3. stavku "Peera Gynta" izvorno ga izvodi tradicionalni instrument hardingfele (ili hardangerfele ≈ violina iz Hardangera), sličan violi d'amore, s 8 ili 9 žica.
4. ↑  Bøygen (Bejgen) je trol, čudovište iz skandinavskog folklora. Javlja se u pričama o Peru Gyntu i u Ibsenovoj drami "Peer Gynt".

## Vanjske poveznice
|  | Zajednički poslužitelj ima još gradiva o temi Peer Gynt (Grieg) |